# فریدنسدورف
فریدنسدورف (به آلمانی: Friedensdorf) یک منطقهٔ مسکونی در آلمان است که در لوینا واقع شده‌است.
 فریدنسدورف  ۳۲۵ نفر جمعیت دارد.